# Роман (рослина)
Роман, ромен (Anthemis), рід багаторічних або однорічних зіллястих рослин з родини айстрові, з глибоко-зубчастими, перистими або двічі перисто-роздільними листками, квітки великі або середнього розміру.

## Поширення
Близько 180 видів у Європі, Середземномор'ї, південно-західній Азії. Натуралізовані в інших регіонах світу.

## Види
В Україні росте ≈ 7 видів роману. Найпоширеніші (переважно розповсюджені в усій Україні, за винятком гір, часто як бур'ян):
- Роман польовий (Anthemis arvensis L.) — однорічна рослина, раніше вживали в медицині як засіб проти глистів;
- Роман руський (Anthemis ruthenica M.Bieb.) — однорічна рослина;
- Роман собачий (Anthemis cotula L.) — однорічна рослина з неприємним запахом;
- Роман неплідний (Anthemis sterilis Steven) — ендемік Криму;
- Роман Траншеля (Anthemis tranzscheliana Fed.) — ендемік Криму;
- Anthemis cretica L. — у Карпатах;
- Anthemis lithuanica (DC.) Besser ex Trautv. — раніше вважався підвидом романа собачого.

Раніше до роду належали: Chamaemelum nobile, Cota altissima, Cota austriaca, Cota dubia, Cota jailensis, Cota monantha, Cota tinctoria, Cota triumfetti.

## Інші види
Див. Список видів роду роман.